# Joseph W. Tobin
Joseph William Tobin (Detroit, 3. svibnja 1952.) američki je prelat Katoličke Crkve. Član je Redemptorističkog reda i nadbiskup Newarka od 2017. godine.
Papa Franjo je 9. listopada 2016. objavio da će Tobina imenovati kardinalom na papinskom konzistoriju 19. studenog 2016. godidne.